# Антар Ях'я
А́нтар Я́х'я (фр. Antar Yahia, араб. عنتر يحيى; нар. 21 березня 1982, Мюлуз, Франція) — алжирський футболіст, який народився у Франції, та деякий час виступав за молодіжну збірну Франції. Зараз грає за німецький клуб Бохум та за національну збірну Алжиру. Відзначився у матчі плей-оф проти збірної Єгипту, тим самим допомігши своїй команді потрапити у фінальну частину чемпіонату світу 2010.